# Helius japenensis
Helius japenensis là một loài ruồi trong họ Limoniidae. Chúng phân bố ở miền Australasia.